# Gruppo Ferretti

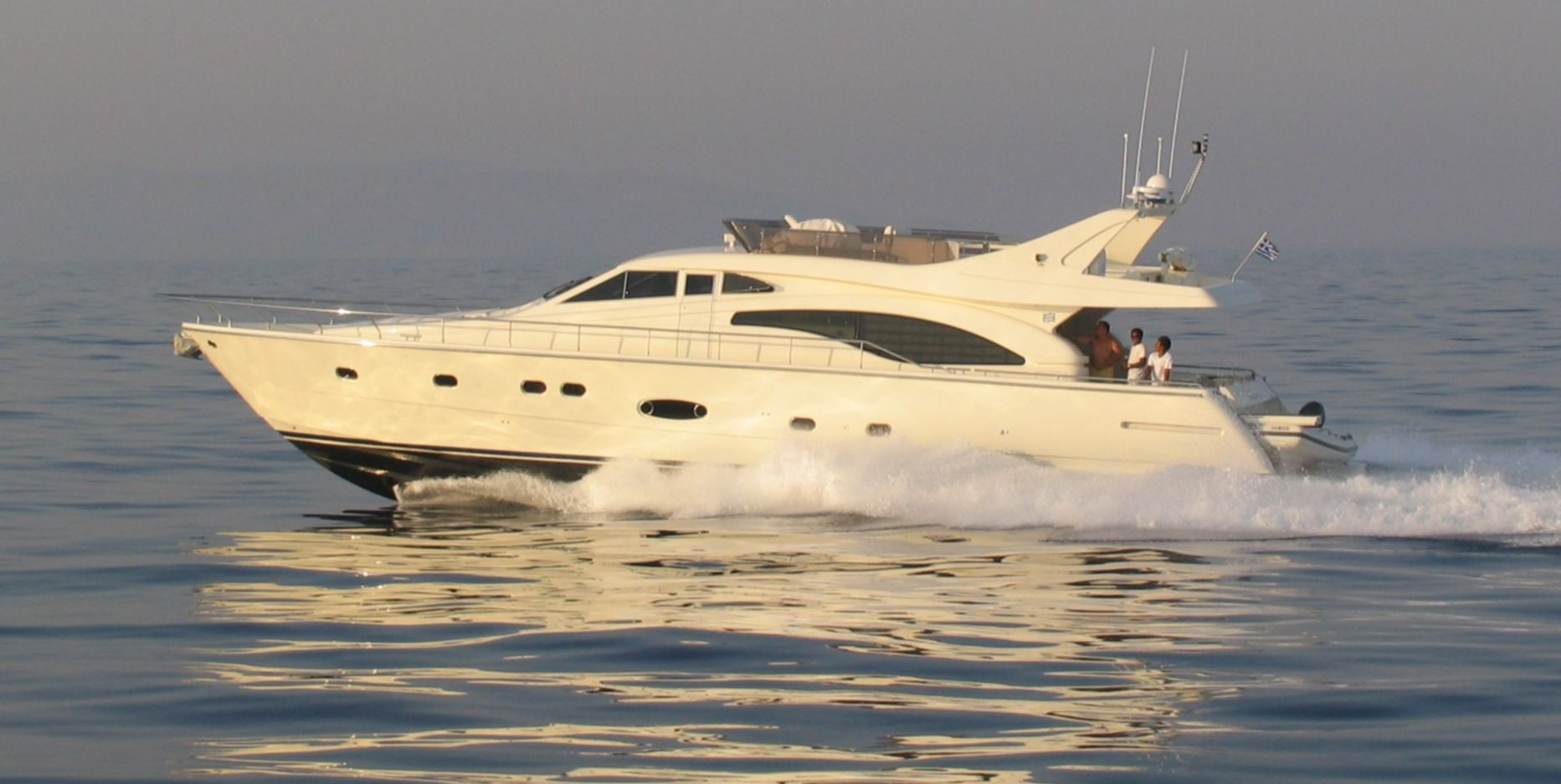
Uno Yacht Ferretti

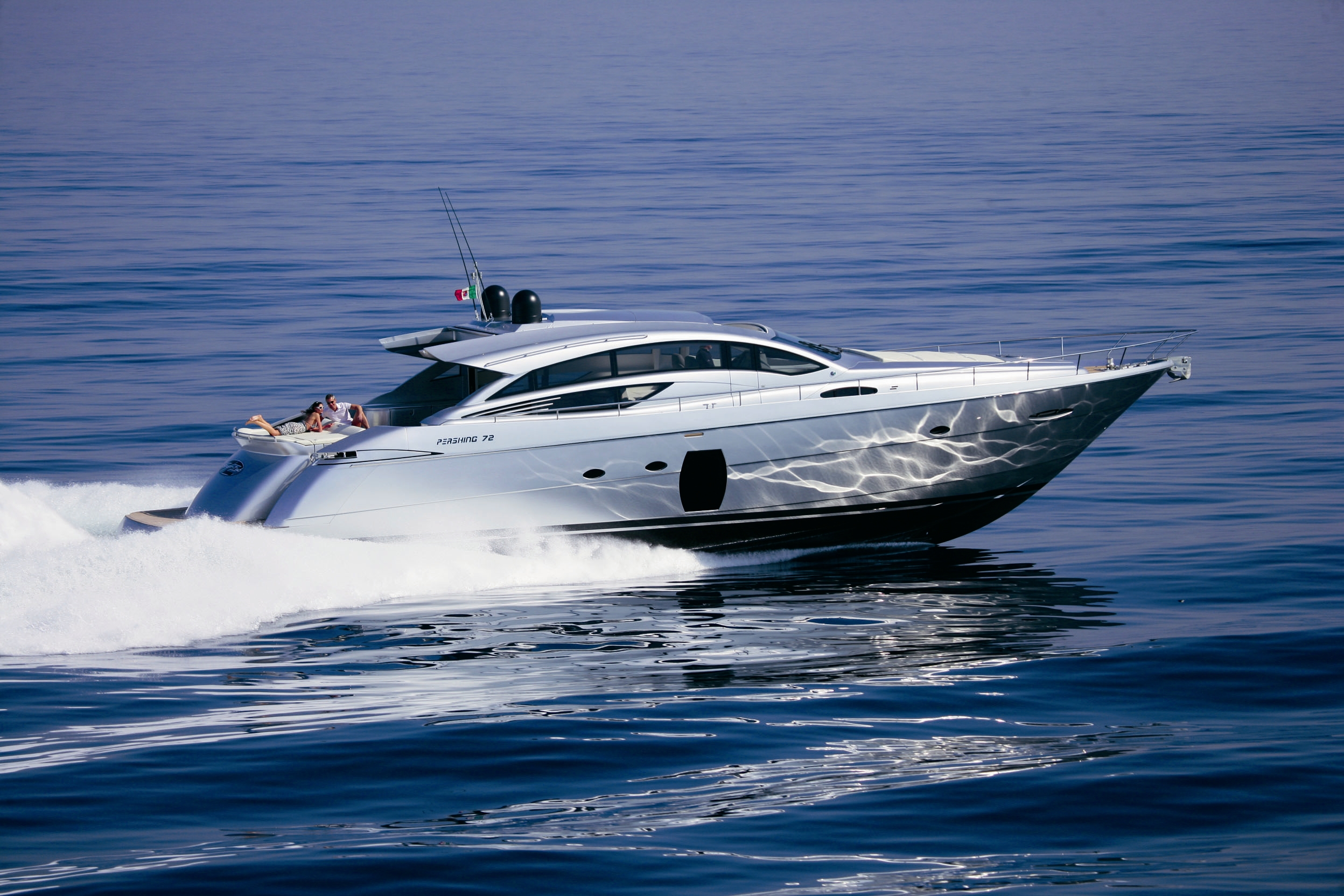
Pershing 72, European Powerboat of the Year 2008 nella categoria a motore oltre i 50 piedi

Il Gruppo Ferretti (poi Ferretti Group) è una multinazionale  nel settore della cantieristica navale, proprietaria di 7 marchi commerciali attivi nella progettazione, produzione e commercializzazione di yachts e megayacht dagli 8 ai 90 metri di lunghezza.
Dal 31 marzo 2022 è quotata alla Borsa di Hong Kong e dal 27 giugno 2023 alla Borsa Italiana.

## Storia

### I primi anni
Nel 1968 i fratelli Alessandro (1937 – 1996) e Norberto Ferretti (1946), figli di un commerciante di combustibili proprietario a Bologna anche di una concessionaria di automobili, decidono di allargare l'attività al settore della nautica dopo aver ottenuto la rappresentanza per l'Italia di un marchio statunitense di imbarcazioni a motore, la Chris Craft. Aprono così nel centro della città un negozio a più vetrine, la Ferretti Nautica.
La prima imbarcazione costruita in proprio vede la luce nel 1971 in un cantiere di Cattolica, utilizzando lo scafo di un peschereccio da 11 metri. La barca viene presentata al Salone della nautica di Genova come Ferretti Craft. L'azienda inizia, così, a ricevere i primi ordini. Quattro anni più tardi, nel 1975, i fratelli Ferretti abbandonano definitivamente il settore automobilistico e inaugurano il cantiere di San Giovanni in Marignano.
Dagli anni Ottanta, la produzione si concentra esclusivamente su imbarcazioni a motore, ricorrendo a soluzioni tecnologiche avanzate, dai serbatoi di mille litri alla cosiddetta "doccia rotonda". Nel 1982 l’azienda presenta la prima barca solo a motore e inizia a produrre imbarcazioni di tipo sport fisherman open e flybridge. Nel 1987, quando ormai le vendite si attestano su un centinaio di barche all'anno, viene aperto il cantiere di Forlì, che da allora diventa anche la sede principale della società.
Nel 1989 nasce la Direzione Engineering, centro di ricerca dedicato alla progettazione e allo sviluppo di nuove imbarcazioni di serie e di materiali innovativi.
L'azienda fa il proprio ingresso anche nel mondo dello sport: Norberto gareggia con una delle prime barche in fibra di carbonio nella Classe 1, la più prestigiosa dell'offshore, laureandosi nel 1994 campione del mondo. Nel 1997 la sua squadra vince un secondo titolo mondiale. Nel 1996 Alessandro scompare a 54 anni in un tragico incidente, mentre taglia l'erba nella sua villa sulle colline bolognesi.

### L'espansione
A partire dagli anni Novanta, grazie anche all'intervento nel capitale sociale di alcuni fondi d'investimento, Ferretti Yachts avvia un processo di espansione sia con l'acquisizione di altre aziende operanti nel settore, sia con la creazione di una rete commerciale extra europea.
Nel 1996 l’azienda crea il marchio Custom Line, con cui opera nel settore degli yacht flybridge in vetroresina dai 28 ai 40 metri.
Nel 1998 acquisisce, invece, CNA S.r.l. (Cantieri Navali dell’Adriatico) e con essa il marchio Pershing, con cui vengono prodotti motoryacht di lusso di tipo open e coupé.
Nel 1999 la società entra in possesso di CRN (Costruzioni e Riparazioni Navali), per poi ottenere l’anno successivo il controllo di Riva, storico cantiere navale di Sarnico.
Nel 2001 avviene l’acquisizione di Mochi Craft, mentre nel 2004 è la volta del cantiere navale Itama. Nel corso dello stesso anno, l'azienda avvia, inoltre, la fusione con Zago SpA, società attiva nella produzione di arredamenti navali, nata a Venezia nel 1908.
Quattro anni più tardi, il Gruppo acquisisce anche Allied Marine, società americana attiva nei servizi di brokeraggio, assistenza post vendita e commercio di yacht.
Nel complesso, il Gruppo cresce fino a contare 15 cantieri (tutti in Italia, a eccezione di uno a Miami) dedicati alla produzione di diverse tipologie di imbarcazioni, dai 7 metri dei gozzi ai 65 metri degli yachts.
Per due anni e mezzo, dal giugno 2000 al gennaio 2003, l'azienda si è quotata alla Borsa di Milano, nel segmento Star.
Nell'ottobre del 2008, nei cantieri del Gruppo Ferretti è varato un panfilo di 23 metri in grado di navigare sia con motori a combustione interna sia con motori elettrici, per due ore senza emissioni.

### Nuova proprietà
Nel gennaio 2012 Shandong Heavy Industry Group-Weichai Power, società produttrice di scavatrici e trattori, controllata dallo Stato cinese, rileva il 58% di Ferretti Group per 374 milioni di euro. Al momento dell'operazione, Ferretti contava un debito di 600 milioni di euro. La dirigenza viene, in ogni caso, riconfermata dai nuovi azionisti.
Nel settembre 2013 viene presentata la nuova architettura del marchio Ferretti, costituito da tre linee di prodotto: Ferretti Yachts, Ferretti Custom Line e Ferretti Navetta.
In questa fase, il Gruppo è proprietario dei marchi Ferretti Yachts, Riva, Pershing, Itama, Mochi Craft, CRN e Custom Line. Fino al 2010 detiene anche il marchio Apreamare di Sorrento (produttore di gozzi), poi riacquisito dai proprietari originari nel 2010. Nel 2015 la Bertram Marine Group, operativa nella distribuzione e nella fornitura di servizi negli Stati Uniti, è ceduta alla Argo Finanziaria, holding del gruppo Gavio.
Nel 2016 Piero Ferrari, figlio di Enzo Ferrari, entra a far parte del Gruppo Ferretti acquistando il 13,2% del capitale attraverso la holding di famiglia F Investments, risultando così l'unico azionista oltre ai cinesi del Gruppo Weichai Power, detentori della maggioranza con l'86,8%. Tornato in utile dopo due anni, nel 2017 il Gruppo Ferretti presenta a Monaco il mega yacht "Cloud 9", lungo 74 metri.
Due anni più tardi, l'azienda entra per la prima volta nel mondo della vela acquisendo Wally, società fondata da Luca Bassani.
Il 17 ottobre 2019 il Gruppo rinuncia alla quotazione alla Borsa di Milano a causa di un prezzo d'offerta troppo basso, sceso dalla forchetta iniziale di 2,5-3,7 euro a 2-2,5 euro.

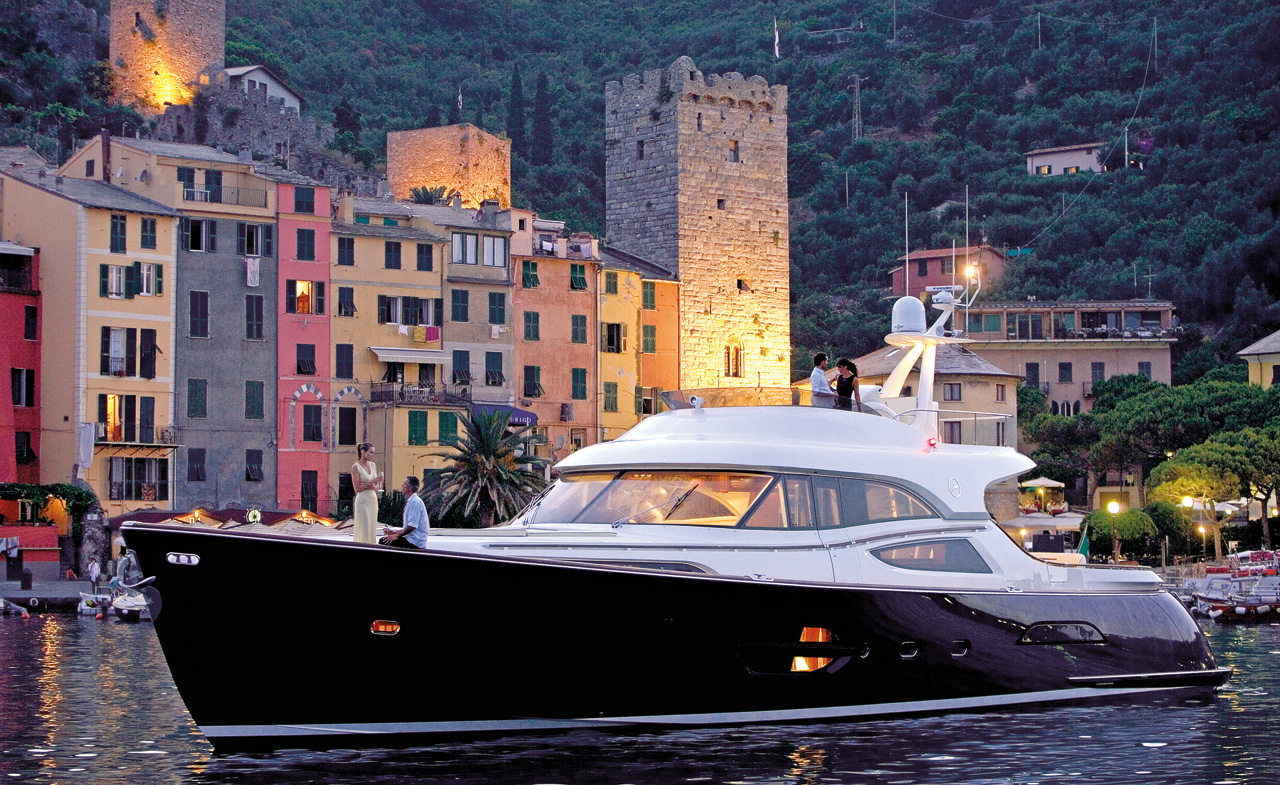
Mochi Craft Dolphin 74

Nel settembre del 2022, l'azienda ha finalizzato l'acquisizione della maggioranza di due società parte della propria catena di fornitura: Massello Srl e Fratelli Canalicchio Spa, la prima specializzata nell'arredamento in legno per yachts, la seconda, invece, attiva nella produzione di esterni statici e sistemi cinetici automatici.
A marzo 2023, il Gruppo ha acquisito da Rossetti Marino il cantiere San Vitale, un sito produttivo di oltre 70.000 metri quadrati nel porto di Ravenna, destinandolo alla costruzione delle imbarcazioni Wally a vela e della gamma Ferretti Yachts INFYNITO.
Dal 31 marzo 2022, la società è quotata sulla Borsa valori di Hong Kong e dal 27 giugno 2023 anche su quella di Milano.

### Ferretti Security Division
Con l'FSD195, un pattugliatore veloce presentato per la prima volta alla fiera militare internazionale di Parigi, Euronaval 2016, il Gruppo Ferretti è entrato anche nel settore della difesa e della sicurezza: la sezione che se ne occupa prende il nome di Ferretti Security Division.

## Attività

### Marchi
Ferretti Group opera nella progettazione, nella costruzione e nella commercializzazione di yacht di lusso e imbarcazioni da diporto attraverso sette brand:
- Wally: fondato da Luca Bassani Antivari nel 1994 ed entrato a far parte del Gruppo nel 2019,[38] il marchio produce imbarcazioni a vela realizzate prevalentemente in fibra di carbonio (un materiale in grado di combinare resistenza, praticità e leggerezza) e a motore di diverse dimensioni.[39][38]
- Ferretti Yachts: nato nel 1968, rappresenta la storica linea di produzione del Gruppo.[10] La flotta si compone delle gamme “Flybridge” e “INFYNITO”:[40] la prima comprende yachts personalizzabili dai 50 ai 100 piedi,[10] mentre la seconda, lanciata nel 2022 e ispirata agli explorer vessels (imbarcazioni progettate per percorrere lunghe distanze), si distingue per la ricerca di continuità visiva tra l’interno e l’esterno delle imbarcazioni (caratteristica da cui deriva il nome dell’intera linea) e per l’impiego di materiali e tecnologie di navigazione più sostenibili.[40]
- Pershing: creato nel 1985 e acquisito da Ferretti Group nel 1998, il brand è specializzato nella realizzazione di yachts sportivi dai 16 ai 43 metri,[41] con sistemi di navigazione hi-tech e motori capaci di raggiungere fino ai 50 nodi di velocità.[42] La produzione è articolata nelle linee "Fleet", "X" e "Superyacht", a cui nel 2022 si è aggiunta la gamma GTX nella categoria "Sport Utility Yacht".[43]
- Itama: fondato a Roma nel 1969 da Mario Amati e parte del Gruppo dal 2004,[44] il marchio produce open yachts noti per l’impiego dei tradizionali toni del bianco e del blu e di un profondo scafo a V, che permette di ottenere solidità e maneggevolezza.[45]
- Riva: nato nel 1842 come cantiere attivo nella riparazione e nella costruzione di imbarcazioni da lavoro e da diporto tipiche della zona del Lago d’Iseo,[46] è entrato a far parte di Ferretti Group nel 2000.[46] Produce yachts e superyachts tra gli 8 e i 90 metri di lunghezza, nelle tipologie open, sportfly, flybridge e superyachts.[47]
- CRN: fondato nel 1963 da Sanzio Nicolini, ha sede ad Ancona[48] ed è specializzato nella progettazione e nella costruzione di yachts personalizzabili in alluminio o acciaio/alluminio fino a 90 metri.[49] Entrato a far parte del Gruppo nel 1999, il marchio ha acquisito notorietà con l’introduzione di componenti dalla portata innovativa, come la “poppa rotonda” sviluppata negli anni Novanta, la “poppa aperta” e il “balcony”, un balcone utilizzabile anche in navigazione, progettati nei primi anni Duemila.[50]
- Custom Line: fondato nel 1996, il brand realizza superyacht in composito su misura dai 30 metri in su, suddivisi in tre linee.[16] La gamma "Planante" comprende imbarcazioni progettate per unire velocità, volume e funzionalità; alla linea "Navetta" appartengono modelli personalizzabili per percorrere lunghe distanze,[12] mentre il progetto "Alluminio" include un superyacht di 50 metri realizzato nel materiale da cui prende il nome, che permette di aumentare i volumi e ridurre le emissioni.[51]

### Società collegate
Il Gruppo è attivo anche attraverso l’operato di quattro società specializzate in diverse aree del settore nautico:
- Allied Marine: fondata nel 1945 a Miami e acquisita nel 2008, si occupa di vendita, intermediazione e noleggio di yacht, con una divisione specializzata nel mercato dei superyacht da oltre 100 piedi.[52] La società detiene l’esclusiva per la vendita di imbarcazioni a marchio Ferretti Yachts, Riva, Pershing, Itama e Mochi Craft nella costa orientale degli Stati Uniti.[52]
- Fratelli Canalicchio SpA: fondata nel 1996 dai fratelli Giovanni e Pasquale Canalicchio, attivi nel settore metalmeccanico di precisione,[53] l’azienda è stata acquisita da Ferretti Group nel 2022.[35] Oltre a produrre esterni statici e sistemi cinetici automatici, è specializzata in soluzioni di arredo in acciaio inox.[53]
- Il Massello SRL: attiva nella progettazione e nella realizzazione di interni in legno per yacht, la società con sede a Sant’Ippolito, in provincia di Pesaro, è entrata a far parte del Gruppo nel 2022, dopo esserne stato per anni un fornitore.[54]
- Zago SpA: fondata a Venezia nel 1908 da Carlo Zago, artigiano specializzato nella lavorazione e riparazione di mobili, dagli anni Settanta cura anche gli arredi di yachts e grandi navi.[22] Nel 2004 ha ceduto la maggioranza delle proprie quote azionarie a Ferretti Group, con l’obiettivo di sostenere lo sviluppo dell’attività nel settore nautico.[22]